# Tiffany Thornton
Tiffany Dawn Thornton (ur. 14 lutego 1986) – amerykańska aktorka i piosenkarka, występowała w roli Tawni Hart w serialu Disney Channel Original Series, Słoneczna Sonny.

## Kariera
Thornton zadebiutowała w telewizji w pilotażowym odcinku Pięcioraczków, sitcomu nadawanego przez telewizję Fox. Karierę kontynuowała występując w serialach, takich jak 8 prostych zasad, American Dreams, Życie na fali, Gotowe na wszystko, Świat Raven, Jerycho, Czarodzieje z Waverly Place oraz Hannah Montana.
W 2009 roku otrzymała rolę Tawni Hart w serialu Disney Channel Original Series, Słoneczna Sonny, a następnie w Disney Channel Original Movie O, kurczę! Od 2011 roku gra w spin-offie Słonecznej Sonny, Z innej beczki.

## Życie prywatne
W grudniu 2009 Thornton zaręczyła się z Christopherem Carneyem, urzędnikiem sądowym. Ślub odbył się 12 listopada 2011 roku. Dnia 14 sierpnia 2012 roku urodziła synka KJ Carney' a. Jej drugi syn, Bentley Cash Carney urodził się 1 marca 2014 roku. W dniu 4 grudnia 2015 roku Christopher Carney zginął w wypadku samochodowym. W 2017 aktorka wyszła drugi raz za mąż za Jo Capaci.

## Filmografia
| Filmy     | Filmy                                  | Filmy                       | Filmy                                                                                   |
| Rok       | Tytuł                                  | Rola                        | Uwagi                                                                                   |
| --------- | -------------------------------------- | --------------------------- | --------------------------------------------------------------------------------------- |
| 2009      | O, kurczę!                             | Jamie                       | Disney Channel Original Movie                                                           |
| Telewizja |                                        |                             |                                                                                         |
| Rok       | Tytuł                                  | Rola                        | Uwagi                                                                                   |
| 2004      | Pięcioraczki                           | Stacy                       | Odcinek pilotażowy                                                                      |
| 2004      | 8 prostych zasad                       | Marnie                      | Odcinek 57: „Car Trouble”                                                               |
| 2005      | American Dreams                        | Tonya                       | Odcinki 54 i 55: „Home Again”, „Truth Be Told”                                          |
| 2005      | Życie na fali                          | Ashley                      | Odcinki 53, 60 i 62: „The Shape of Things to Come”, „The Disconnect”, „The Safe Harbor” |
| 2006      | Gotowe na wszystko                     | Barbie                      | Odcinek 45: „Nikt nie jest sam”                                                         |
| 2006      | Świat Raven                            | Tyler Sparks                | Odcinek 89: „Checkin' Out”                                                              |
| 2006      | Jerycho                                | Stephanie Lancaster         | Odcinek pilotażowy                                                                      |
| 2007      | Hannah Montana                         | Becky                       | Odcinki 30 i 52: „Get Down, Study-udy-udy”, „Yet Another Side of Me”                    |
| 2007      | Czarodzieje z Waverly Place            | Susan                       | Odcinek 9: „Kino”                                                                       |
| 2008      | Disney Channel's Totally New Year 2008 | Ona sama                    | Specjalny sylwestrowy program Disney Channel                                            |
| 2009      | Leo Little's Big Show                  | Ona sama                    | Odcinki 5 i 9                                                                           |
| 2009–2011 | Słoneczna Sonny                        | Tawni Hart                  | Główna rola, Disney Channel Original Series                                             |
| 2010      | Akwalans                               | Doris Paris Kalmaris (głos) | Odcinek 3a: „Doris Paris Kalmaris”                                                      |
| 2010      | Kick Strach się bać                    | Teena Sometimes (głos)      | Odcinek 20b: „I... akcja!”                                                              |
| 2011      | Z innej beczki                         | Tawni Hart                  | Główna rola, Disney Channel Original Series                                             |

## Dyskografia

### Single
- 2009: Let It Go (razem z Mitchelem Musso[7]) – Disney Channel Playlist
- 2009: Someday My Prince Will Come[8] – Królewna Śnieżka i siedmiu krasnoludków: Diamentowa edycja na DVD i Blu-ray
- 2009: Magic Mirror (razem z Sandrą Prus) – Dzwoneczek i zaginiony skarb
- 2009: I Believe (razem z Żabą Kermitem)
- 2010: If I Never Knew You[8] – Disneymania 7
- 2010: Kiss Me – Słoneczna Sonny
- 2010: Sure Feels Like Love – Słoneczna Sonny

### Teledyski
- 2008: La La Land (teledysk Demi Lovato, cameo)
- 2009: Let It Go (razem z Mitchelem Musso
- 2009: Someday My Prince Will Come
- 2009: I Believe

## Nagrody
| Rok  | Nagroda            | Kategoria                        | Przedmiot nominacji | Rezultat  |
| ---- | ------------------ | -------------------------------- | ------------------- | --------- |
| 2010 | Teen Choice Awards | Najlepsza aktorka lata w serialu | Słoneczna Sonny     | Nominacja |